# Damalis pallida
Damalis pallida là một loài ruồi trong họ Asilidae. Damalis pallida được Wulp miêu tả năm 1872. Loài này phân bố ở miền Ấn Độ - Mã Lai.